# 钦纳乔沃克
钦纳乔沃克（Chinnachowk），是印度安得拉邦Cuddapah县的一个城镇。总人口64053（2001年）。

## 人口
该地2001年总人口64053人，其中男性32923人，女性31130人；0—6岁人口7199人，其中男3750人，女3449人；识字率71.16%，其中男性为77.83%，女性为64.11%。